# Мануель Гонсалес Сальмон
Мануель Гонсалес Сальмон (ісп. Manuel González Salmón; 1778 — 20 січня 1832) — іспанський дипломат і політик, двічі обіймав посаду державного секретаря країни.

## Кар'єра
Від 1814 до 1819 року займав пост першого секретаря посольства Іспанії в Парижі. Після цього виконував обов'язки глави уряду Іспанії (червень — вересень 1819). Невдовзі після цього працював послом спочатку в Саксонії, а потім — у Росії. У серпні 1926 року вдруге очолив уряд. Його кабінет діяв до самої смерті Сальмона в січні 1932 року.